# Ouyang Huarui
Pour les articles homonymes, voir Ouyang.
Ouyang Huarui née le 2 décembre 1998, est une joueuse chinoise de hockey sur gazon.

## Carrière
Elle a fait ses débuts en octobre 2016 à Singapour pour concourir au Champions Trophy d'Asie 2016.

## Palmarès
- : 2e au Champions Trophy d'Asie 2016.
- : 3e au Champions Trophy d'Asie 2021.